# 沼崎勲
沼崎 勲（ぬまざき いさお、1916年2月18日 - 1953年8月16日）は、日本の俳優。神奈川県横須賀市出身。本名同じ。東京開成中学校（現在の開成高等学校）卒業。
戦後、成瀬巳喜男監督『四つの恋の物語 第二話』、黒澤明監督の『素晴らしき日曜日』で主演。映画ファンであれば誰でもその名を知る俳優となった。有名俳優となった矢先、東宝争議に巻き込まれる。
1950年には連合国軍最高司令官総司令部指令によるレッドパージの対象者となり東宝を退社。その後、独立プロを中心に活躍したが、1953年8月16日に藤原杉雄監督『赤い自転車』（製作＝第一映画、配給＝全逓信労働組合）のクランクアップ前に自宅で過労による心臓麻痺で急逝した。俳優の沼崎悠は遺児。

## 経歴と出演作品

### 戦争映画・戦時増産映画の時代
- 1936年、J.O.スタヂオ俳優養成所入所。
- 1937年、J.O.スタヂオが、P.C.L映画製作所などとの合併から生まれた東宝映画株式会社の設立により、「東宝映画京都撮影所」となる。
- 1941年、『暁の進発』（東宝映画京都撮影所）で、初めて名前がクレジットされる。東宝映画京都撮影所閉鎖により、東宝映画東京撮影所に移る。同年、熊谷久虎監督の『指導物語』（東宝映画東京撮影所）に出演。
- 1942年、山本嘉次郎監督『ハワイ・マレー沖海戦』（東宝映画）出演。
- 1943年、原節子、轟夕起子が主演する佐藤武監督『若き日の歓び』（東宝映画）、同年坪田譲治原作・佐藤武監督『虎彦龍彦』出演。山本薩夫監督『熱風』、滝沢英輔監督『秘めたる覚悟』（東宝映画）出演。
- 1944年、山本嘉次郎監督『加藤隼戦闘隊』出演。応召され、ビルマ戦線を転戦。

### 東宝争議のなかで

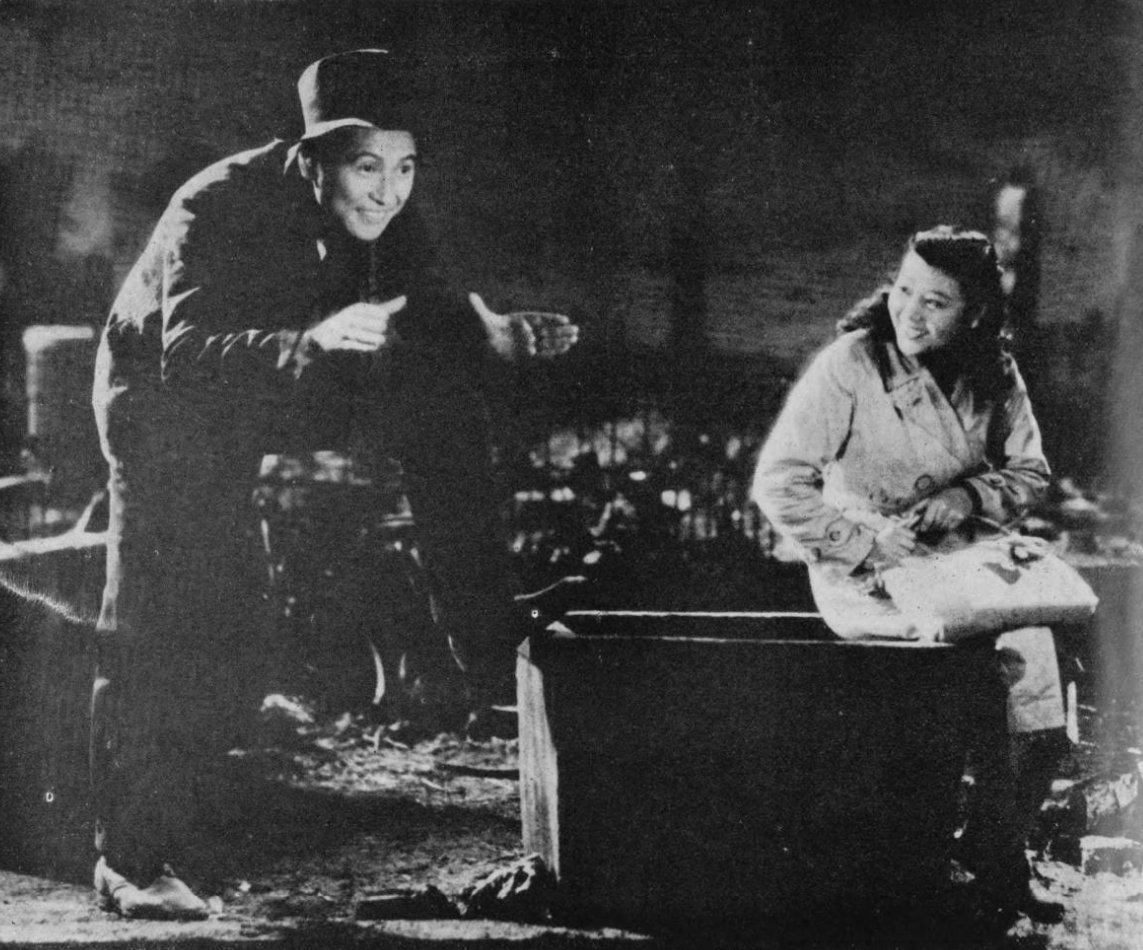
『素晴らしき日曜日』（1947年）

- 1946年、復員し、東宝復帰。渡辺邦男監督『愛の宣書』（東宝）出演。
- 1947年、成瀬巳喜男監督『四つの恋の物語 第二話』、黒澤明監督の『素晴らしき日曜日』、衣笠貞之助監督『女優』（東宝）出演。
- 1948年、高木俊郎監督『幸運の椅子』出演。同年、亀井文夫監督『女の一生』クランクアップ後、亀井らとともに東宝を離れる。

### 独立プロ時代
- 1949年、『女の一生』公開。山本薩夫監督『こんな女が誰にした』（製作＝東横映画、配給＝大映）出演。
- 1950年、関川秀雄監督『軍艦すでに煙なし』（製作＝新映画社、配給＝東京映画配給）出演。東宝教育映画の藤原杉雄監督作品『リンゴ園物語』に出演。
- 1951年、製作＝ラジオ映画、配給＝東映、今村貞雄監督『裸女海底に死す』に出演。
- 1952年、亀井文夫監督『母なれば女なれば』（製作＝キヌタプロ、配給＝東映）、磯貝隆監督『夜明けの弾痕』（製作＝協和映画）に出演。
- 1953年、亀井文夫監督『女ひとり大地を行く』（製作＝北海道炭労＝キヌタプロ、配給＝北星）、家城巳代治監督『雲ながるる果てに』（製作＝重宗プロ＝新世紀映画、配給＝松竹）、藤原杉雄監督『赤い自転車』（製作＝第一映画、配給＝全逓）出演。8月16日、自宅で過労による心臓麻痺のため急逝。37歳歿（享年38）。